# Autoroute A18 (Belgique)
Pour les articles homonymes, voir A18.
L'autoroute belge A18 (classée en tant qu'E40) est une autoroute située en Flandre-Occidentale qui part de la scission de l'A10 aux alentours de Jabbeke. Elle suit son chemin vers la frontière française en passant par Furnes où elle est remplacée par l'autoroute française A16.
Jusqu'en 1997, l'autoroute finissait avant la frontière mais depuis lors il est possible de poursuivre vers Calais et Boulogne-sur-Mer sans interruption.

## Historique des ouvertures
La construction de l'A18 s'est faite en cinq tronçons qui ont été mis en service entre 1977 et 1997.
| Tronçon                          | Ouverture à la circulation |
| -------------------------------- | -------------------------- |
| Jabbeke (A10) − Nieuport         | 1er avril 1977             |
| Nieuport − Ostdunkerque          | 1989                       |
| Ostdunkerque − Furnes            | 1992                       |
| Furnes − Adinkerque              | 1996                       |
| Adinkerque − Frontière française | 1997                       |

## Description du tracé
|    | Dénomination         | Destinations                               | BK   |
| -- | -------------------- | ------------------------------------------ | ---- |
|    | Frontière française  | Dunkerque, Calais, Boulogne-sur-Mer        | 5,4  |
| 1  | Adinkerque           | La Panne (Adinkerque), Furnes (Les Moëres) | 8,6  |
| 1a | Veurne               | Furnes, Coxyde, Alveringem, Ypres          | 13,3 |
| 2  | Ostdunkerque         | Dixmude, Coxyde (Ostdunkerque)             | 15,6 |
| 3  | Nieuport             | Nieuport, Dixmude                          | 22,3 |
|    | Mannekensvere        |                                            | 27,5 |
| 4  | Middelkerke          | Middelkerke, Dixmude                       | 30,4 |
| 5  | Gistel               | Ostende, Gistel, Thourout                  | 36,2 |
|    | Westkerke            |                                            | 40,6 |
|    | Échangeur de Jabbeke | Autoroute Bruxelles − Ostende              | 47,0 |

## Galerie d'images

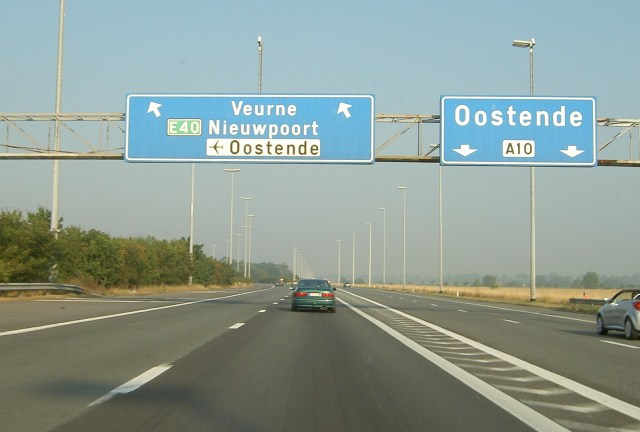
Jonction de l'A18 avec l'A10.